# Kopek

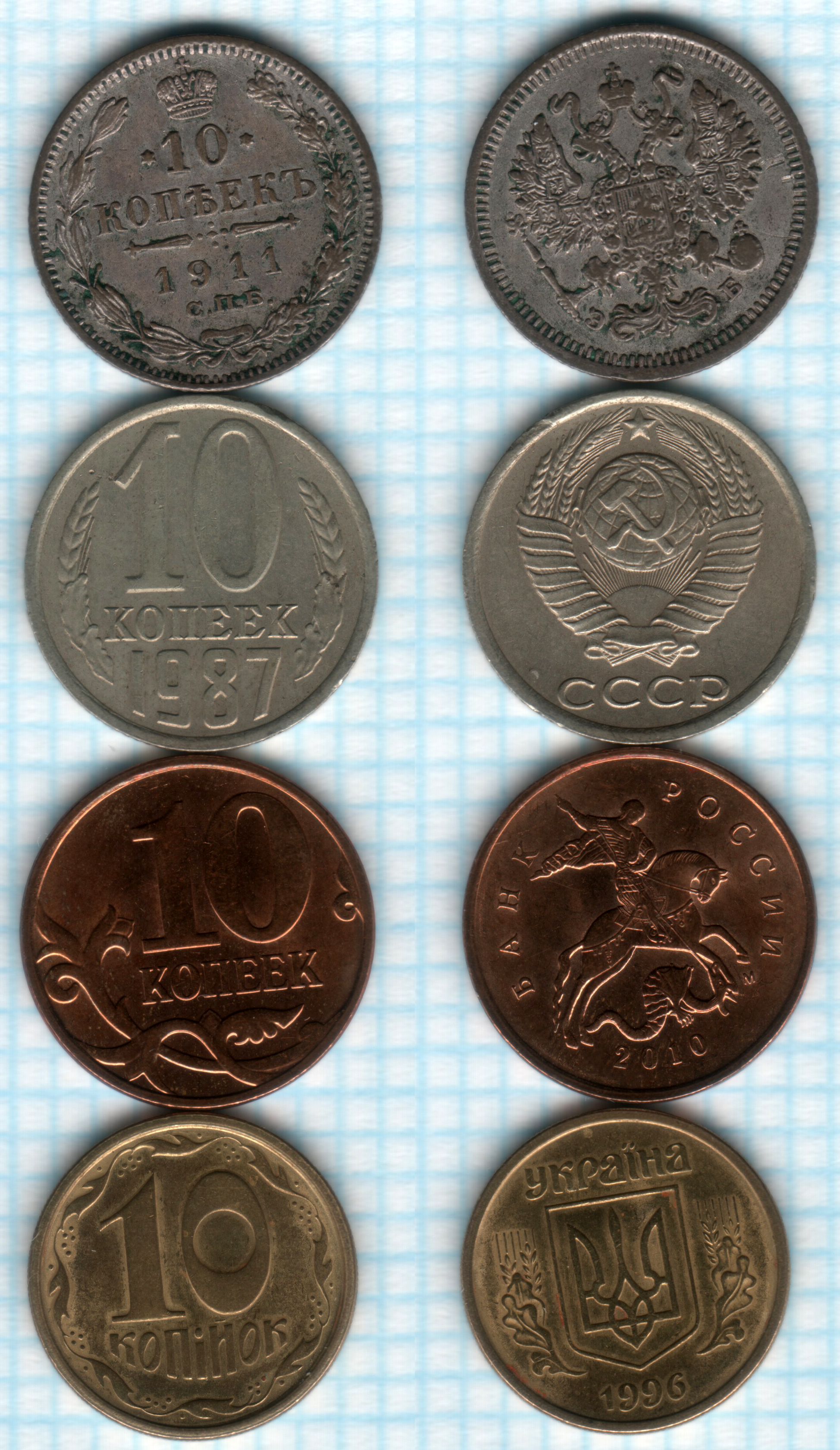
Monedas de diez kopeks a lo largo de la historia (Imperio ruso, Unión Soviética, Federación de Rusia, Ucrania).

Kopek o copec, transliterado del ruso kopeika (копейка), es una unidad monetaria que equivale a la centésima parte del rublo y, desde el 2 de marzo de 1992, también de la grivna ucraniana. Normalmente los kopeks son monedas de metal, pero en algunos momentos de la historia se emitían billetes de papel con el valor de 1, 2, 3, 5, 10, 15, 20, 25 y 50 kopeks.

## Origen y uso
En ruso копейка es un sustantivo de género femenino. Por el particular uso del plural en este idioma, en monedas de distinto valor se observan tres denominaciones: 1 копейка (kopeika), 2-4 копейки (kopeiki) y 5 o más копеек (kopéiek). Para números acabados en 1, pero no en 11, se vuelve a emplear копейка; y para números acabados en 2, 3 o 4, pero no en 12, 13 ni 14, se vuelve a emplear копейки.
Según la versión más difundida, el nombre kopéika procede de la palabra kopyó (en ruso: копьё), que en ruso significa lanza. Inicialmente en el anverso de estas monedas se representaba San Jorge matando con una lanza al dragón. Actualmente esta representación aparece en los kopeks del rublo ruso.
Varios países donde se utiliza o se utilizó la copeca como subunidad monetaria son:
- El Imperio Ruso: con el uso del rublo imperial ruso como unidad monetaria.
- La Unión Soviética: con el uso del rublo soviético como unidad monetaria.
- La Federación Rusa: con el uso del rublo ruso como unidad monetaria. Se encuentra en circulación bajo la forma de monedas de plata de 1 y 5 kopeks y bajo la forma de monedas de oro de 10 y 50 copecas.
- Bielorrusia: con el uso del rublo bielorruso como unidad monetaria. El billete de 50 copecas comenzó a circular el 25 de mayo de 1992 y fue retirado el 1 de enero de 2001.
- Ucrania: el kopek es la centésima subdivisión del valor de una grivna ucraniana desde el año 1996.
- Transnistria: con el uso del rublo transnistrio como unidad monetaria.

## Galería

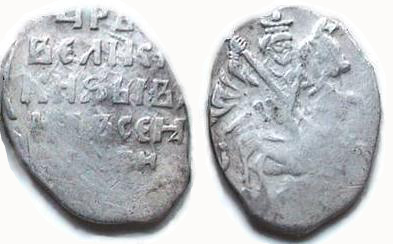
Segunda mitad del siglo XVI. Kopek de Rusia]].
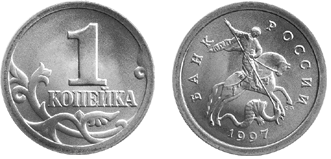
1 kopek ruso moderno.